# Michail Surkov
Michail Iljič Surkov (rusky Михаил Ильич Сурков; 1921 – 1953) byl ruský odstřelovač během druhé světové války s největším počtem zásahů (702). Sloužil ve 4. střelecké divizi 12. armády v jižní části východní fronty a válku přežil. Byl vyznamenaný Leninovým řádem.